# Matzendorf
Matzendorf är en ort och kommun i distriktet Thal i kantonen Solothurn, Schweiz. Kommunen har 1 374 invånare (2023).